# PCD (альбом)
PCD — дебютный студийный альбом женской поп-группы Pussycat Dolls, выпущенный 13 сентября 2005 года в США на лейбле A&M Records. Альбом был выпущен после привлечения в коллектив Мелоди Торнтон и Николь Шерзингер, а также выпуска 2 синглов. Основную часть альбома спродюсировали Рон Фэйр и Тал Херцберг в сотрудничестве с другими продюсерами: Тимбалэндом, Си-Ло Грином, will.i.am и Ричем Харриссоном, среди прочих.

## Об альбоме
PCD получил смешанные отзывы от критиков, которые в основном критиковали кавер-версии, представленные на диске, и Николь Шерзингер, единственную участницу Pussycat Dolls, которая пела главный вокал. Альбом попал в топ-10 в Австралии, Канаде и Великобритании, а также достиг 1-го места в ирландском и новозеландском хит-парадах. В США альбом добрался до 5-й строки с продажами более 2,9 миллионов копий. По всему миру было продано около 9 млн экземпляров.
В поддержку альбома было выпущено 6 синглов. В качестве первого сингла была выбрана песня «Don't Cha», которая стала международным хитом, достигшим верхних строчкек хит-парадов по всему миру (в Billboard Hot 100 дебютный сингл проекта добрался до второго места). Второй сингл, «Stickwitu», стал топ-5 хитом во многих странах и был номинирован на премию «Грэмми» в категории «Лучшее вокальное поп исполнение дуэтом или группой» (2007). Четвёртый сингл, «Buttons», был записан при участии рэпера Snoop Dogg и достиг третьего места в хит-параде Billboard Hot 100. Остальные синглы («Beep», «I Don't Need A Man» и «Wait a Minute») пользовались средним успехом.
В альбоме представлены песни в стилях поп/дэнс/современного R&B, композиции, испытавшие влияние джаза, а также кавер-версии. По словам группы, на содержание альбома среди прочих повлияли Гвен Стефани, Джанет Джексон, Пола Абдул и M.I.A.. PCD — это единственный альбом с шестью первоначальными участницами группы. Альбом попал на 150-е место в специальном списке Billboard, включающем 200 наиболее продаваемых альбомов всех жанров за 2000—2009 годы.

## Релиз и промоушен
В США альбом был выпущен 13 сентября 2005 года. 21 ноября 2006 года была издана расширенная двухдисковая версия PCD под названием PCD Tour Edition (Explicit Version), содержащая 20 композиций. В расширенную версию входят 10 песен со стандартного издания, полная версия «Don't Cha», ремикс «Hot Stuff (I Want You Back)», ремикс «Stickwitu» (при участии Аванта), версия «Buttons» (при участии Снупа Догга), которая использовалась во время продвижения сингла, «Sway» из саундтрека фильма «Давайте потанцуем», «Flirt» (сторона «Б» «Buttons») и 4 рингтона.

### Синглы
- «Don't Cha» был первым синглом Pussycat Dolls, выпущенным в апреле и достигшим первой строки во многих странах, таких как Германия, Ирландия и Новая Зеландия, хотя в Billboard Hot 100 он поднялся только до второй строки. Это был самый успешный сингл Pussycat Dolls на сегодняшний день.
- Вторым синглом с альбома стал «Stickwitu». Он также достиг первой строки в Великобритании и Румынии и добрался до третьей строки в Австралии, Ирландии и Норвегии. В США он достиг пика на пятой строке, поэтому они получили первую номинацию на «Грэмми» в категории «Лучшее исполнение группы/дуэта», но уступили Black Eyed Peas с «My Humps».
- Третьим синглом с альбома стал «Beep» при участии will.i.am из Black Eyed Peas. Песня имела средний успех в США, достигнув пика на 13 строке, но была хитом в Океании, достигнув пика на 1 строке в Новой Зеландии и третьей в Австралии.
- «Buttons» был четвёртым синглом PCD. После релиза был приглашен для вокала Снуп Догг. Это был значительный хит в Австралии и Новой Зеландии, достигнув пика на первой строке. В США он достиг пика на 3 строке, как и в Великобритании.
- Пятым синглом был «I Don't Need A Man». Он не заработал большого успеха. В США достиг пика на 93 строке. Хотя в Австралии он был сертифицирован золотым и достиг пика на 6 строке. Он был в топ-20 в Германии, Франции и Швейцарии.
- Последним синглом с альбома был «Wait a Minute» при участии Тимбаленда. Он не получил большого успеха, достигнув пика на 28 строке в США, 16 в Австралии и 24 в Канаде. В Румынии песня стала хитом, достигнув первой строки и получив высокую ротацию на радио.

### Туры
В ноябре 2006 Pussycat Dolls отправились в первый главный тур PCD World Tour. Рианна путешествовала с ними на этапе в Великобритании на разогреве. 4 февраля 2007 года, когда Pussycat Dolls выступили на Manchester Evening News Arena, концерт был записан и позже распространялся через MSN Music.
Помимо собственного тура Pussycat Dolls были на открытии тура у двух артистов: Black Eyed Peas с Honda Civic Tour по Северной Америке и в поддержку Кристины Агилеры для её Back to Basics Tour вместе с Дэнити Кэйном.

## Список композиций
| №   | Название                                 | Музыка                                           | Длительность |
| --- | ---------------------------------------- | ------------------------------------------------ | ------------ |
| 1.  | «Don't Cha» (при участии Басты Раймса)   | Коллэвэй, Sir Mix-a-Lot, Смит                    | 4:32         |
| 2.  | «Beep» (при участии will.i.am)           | Адамс, ДиоГарди, Линн                            | 3:48         |
| 3.  | «Wait a Minute» (при участии Тимбалэнда) | Мосли, Хилсон                                    | 3:41         |
| 4.  | «Stickwitu»                              | Фрэнни Голди, Ливингстон, Роберт Д. Пальмер      | 3:26         |
| 5.  | «Buttons»                                | Гарретт, Джонс, Перри, Шерзингер                 | 3:45         |
| 6.  | «I Don't Need a Man»                     | Рич Харрисон, Шерзингер, ДиоГарди, Vanessa Brown | 3:39         |
| 7.  | «Hot Stuff (I Want You Back)»            | Белотте, Фальтермайер, Кейт Форси, Фаи           | 3:46         |
| 8.  | «How Many Times, How Many Lies»          | Дайан Уоррен                                     | 3:55         |
| 9.  | «Bite the Dust»                          | Хилсон, Kwamé                                    | 3:32         |
| 10. | «Right Now»                              | Херби Манн, Сигман                               | 2:27         |
| 11. | «Tainted Love/Where Did Our Love Go»     | Кобб/Holland–Dozier–Holland                      | 3:25         |
| 12. | «Feeling Good»                           | Энтони Ньюли, Лесли Брикасс                      | 4:19         |

| №   | Название                               | Музыка                              | Длительность |
| --- | -------------------------------------- | ----------------------------------- | ------------ |
| 13. | «Sway»                                 |                                     | 3:12         |
| 14. | «Flirt»                                | Пабло Белтран Руис, Норман Джимбель | 2:56         |
| 15. | «We Went as Far as We Felt Like Going» | Шерзингер, ДиоГарди, Уэллс          | 3:47         |
| 16. | Без названия (Japan only)              | Боб Крю, Кенни Нолан                | 3:50         |

| №   | Название                                              | Длительность |
| --- | ----------------------------------------------------- | ------------ |
| 17. | «Sway»                                                | 3:12         |
| 18. | «Flirt»                                               | 2:56         |
| 19. | «Stickwitu (Urban Mix)» (при участии Аванта)          | 3:18         |
| 20. | «Buttons (Последняя Версия)» (при участии Снуп Догга) | 3:52         |
| 21. | «Don’t Cha (More Booty)» (при участии Басты Раймса)   | 4:48         |
| 22. | «Hot Stuff (I Want You Back) (Ремикс)»                | 4:36         |
| 23. | «He Always Answers (Звонок на телефон)»               | 0:40         |
| 24. | «Vibrate off the Table (Рингтон)»                     | 0:39         |
| 25. | «Freaky Fun Message (Голосовая почта)»                | 0:19         |
| 26. | «PCD (Text Alert)»                                    | 0:06         |

| №  | Название                  | Длительность |
| -- | ------------------------- | ------------ |
| 1. | «Wait a Minute (рингтон)» | 0:39         |
| 2. | «Buttons (видео вживую)»  |              |
| 3. | «PCD Обои для сотового»   |              |

## Отзывы критиков
| Оценки критиков      | Оценки критиков  |
| Источник             | Оценка           |
| -------------------- | ---------------- |
| About.com            | [ 11 ]           |
| Allmusic             | [ 12 ]           |
| BBC Online           | (одобрительно)   |
| Entertainment Weekly | (неодобрительно) |
| IGN                  | [ 15 ]           |
| Jam!                 | [ 16 ]           |
| Роберт Кристгау      | (одобрительно)   |
| Slant                | [ 18 ]           |

Альбом получил смешанные негативные отзывы. Билл Ламб из About.com заявил: «Их первый полноценный альбом доказывает, что „Don’t Cha“ не был удачным. На альбоме есть несколько очень хороших танцевальных песен. […] PCD прославились из-за большого количества данс-поп песен, сложенных вместе». Стивен Томас Эрлевайн из Allmusic прокомментировал Шерзингер: «PCD и их искусственность ясна: на первой странице читается „Все главные и бэк-вокалы принадлежат Шерзингер“ […] Не секрет, что Кимберли, Кармит, Эшли, Мелоди и Джессика […] привносят нечто приятное глазу в группу, но всё это касается только визуальности». Рэймонд Флор для Entertainment Weekly сказал, что «даже урбанистическое поп-кабаре из самых крутых продюсирующих тяжеловесов (Тимбалэнда, will.I.am, Рича Харрисона) за целых 45 минут не смогли вызвать у нас интерес». Лиза Хейнс из BBC Online сказала, что вторая половина альбома не привлекает внимания из-за кавер-версий («Tainted Love», «Hot Stuff [I Want You Back]»). Критик Роберт Кристгау сказал, что альбом был «более сексуальным, чем среднестатистический, вышедший с конвейера». Сэл Кинкмэни из Slant Magazine сказал, что «баллады с альбома („Stickwitu“ и „How Many Times, How Many Lies“) […] слишком сложные, чтобы воспринимать всерьез, когда идут после песни, которая просит мужчину „расстегнуть пуговицы“». Даррил Стердэн, когда делал обзор для Jam!, описал кавер-версии как «смущающие», а баллады как «переваренные». Спенс Ди из IGN во время комментирования «Feelin' Good» сказал: «„Feelin' Good“ […] вошла в игру слишком поздно, чтобы реально спасти альбом от затягивания в смесь безобидного попа с R&B».

## Бывшие участницы
Большее количество бывших Куколок (с того времени, когда PCD представляли собой только танцевальную группу) можно было увидеть в клипе «Sway», включая основательницу The Pussycat Dolls Робин Антин и других бывших участниц — Сайю Баттен, Кейси Кэмпбелл и Кайю Джонс, которые также были на бэк-вокале песен «We Went As Far As We Felt Like Going» и «Sway».

## Кавер-версии
Семь треков (включая бонусные треки) на альбоме — кавер-версии:
1. «Don’t Cha» — Тори Алэмэйз
2. «Hot Stuff (I Want You Back)» — Донна Саммер/Шивон Фэйи
3. «Right Now» — Мел Торме/The Creatures
4. «Tainted Love/Where Did Our Love Go» — Глория Джонс/The Supremes/Soft Cell
5. «Feeling Good» — Нина Симон
6. «Sway» (Bonus Track) — Дин Мартин
7. «We Went as Far as We Felt like Going» (Бонусный трек) — Labelle

## Чарты, сертификации и процессия
| Чарт (2005-07)                  | Место |
| ------------------------------- | ----- |
| Australian Albums Chart         | 8     |
| Australian Urban Albums Chart   | 1     |
| Austrian Albums Chart           | 13    |
| Belgian Albums Chart (Flanders) | 5     |
| Belgian Albums Chart (Wallonia) | 12    |
| Canadian Albums Chart           | 11    |
| Czech Republic Albums Chart     | 9     |
| Danish Albums Chart             | 13    |
| Finnish Albums Chart            | 29    |
| French Albums Chart             | 23    |
| German Albums Chart             | 6     |
| Greek Albums Chart              | 16    |
| Hungarian Albums Chart          | 6     |
| Irish Albums Chart              | 7     |
| Italian Albums Chart            | 23    |
| Netherlands Albums Chart        | 6     |
| New Zealand Albums Chart        | 1     |
| Norwegian Albums Chart          | 10    |
| Polish Albums Chart             | 13    |
| Portuguese Albums Chart         | 12    |
| Spanish Albums Chart            | 27    |
| Swedish Albums Chart            | 21    |
| Swiss Albums Chart              | 9     |
| UK Albums Chart                 | 7     |
| US Billboard 200                | 5     |
| US R&B/Hip Hop Albums           | 7     |

| Чарт (2005)                     | Место |
| ------------------------------- | ----- |
| UK Albums Chart                 | 25    |
| US Billboard 200                | 170   |
| Чарт (2006)                     | Место |
| Australian Albums Chart         | 17    |
| Australian Urban Albums Chart   | 5     |
| Austrian Albums Chart           | 45    |
| Belgian Albums Chart (Flanders) | 7     |
| Belgian Albums Chart (Wallonia) | 45    |
| Hungarian Albums Chart          | 2     |
| Dutch Albums Chart              | 16    |
| Irish Albums Chart              | 14    |
| New Zealand Albums Chart        | 6     |
| Swiss Albums Chart              | 25    |
| UK Albums Chart                 | 28    |
| US Billboard 200                | 12    |
| US R&B/Hip-Hop Albums           | 98    |
| Worldwide                       | 12    |
| Чарт (2007)                     | Место |
| Australian Albums Chart         | 96    |
| Australian Urban Albums Chart   | 10    |
| Hungarian Albums Chart          | 66    |
| French Albums Chart             | 126   |
| US Billboard 200                | 104   |
| Чарт (2008)                     | Место |
| Australian Urban Albums Chart   | 25    |

| Чарт (2005-07)                  | Место |
| ------------------------------- | ----- |
| Australian Albums Chart         | 8     |
| Australian Urban Albums Chart   | 1     |
| Austrian Albums Chart           | 13    |
| Belgian Albums Chart (Flanders) | 5     |
| Belgian Albums Chart (Wallonia) | 12    |
| Canadian Albums Chart           | 11    |
| Czech Republic Albums Chart     | 9     |
| Danish Albums Chart             | 13    |
| Finnish Albums Chart            | 29    |
| French Albums Chart             | 23    |
| German Albums Chart             | 6     |
| Greek Albums Chart              | 16    |
| Hungarian Albums Chart          | 6     |
| Irish Albums Chart              | 7     |
| Italian Albums Chart            | 23    |
| Netherlands Albums Chart        | 6     |
| New Zealand Albums Chart        | 1     |
| Norwegian Albums Chart          | 10    |
| Polish Albums Chart             | 13    |
| Portuguese Albums Chart         | 12    |
| Spanish Albums Chart            | 27    |
| Swedish Albums Chart            | 21    |
| Swiss Albums Chart              | 9     |
| UK Albums Chart                 | 7     |
| US Billboard 200                | 5     |
| US R&B/Hip Hop Albums           | 7     |

| Чарт (2005)                     | Место |
| ------------------------------- | ----- |
| UK Albums Chart                 | 25    |
| US Billboard 200                | 170   |
| Чарт (2006)                     | Место |
| Australian Albums Chart         | 17    |
| Australian Urban Albums Chart   | 5     |
| Austrian Albums Chart           | 45    |
| Belgian Albums Chart (Flanders) | 7     |
| Belgian Albums Chart (Wallonia) | 45    |
| Hungarian Albums Chart          | 2     |
| Dutch Albums Chart              | 16    |
| Irish Albums Chart              | 14    |
| New Zealand Albums Chart        | 6     |
| Swiss Albums Chart              | 25    |
| UK Albums Chart                 | 28    |
| US Billboard 200                | 12    |
| US R&B/Hip-Hop Albums           | 98    |
| Worldwide                       | 12    |
| Чарт (2007)                     | Место |
| Australian Albums Chart         | 96    |
| Australian Urban Albums Chart   | 10    |
| Hungarian Albums Chart          | 66    |
| French Albums Chart             | 126   |
| US Billboard 200                | 104   |
| Чарт (2008)                     | Место |
| Australian Urban Albums Chart   | 25    |

| Страна         | Сертификация |
| -------------- | ------------ |
| Австралия      | 3× Платина   |
| Австрия        | 2× Платина   |
| Бельгия        | Золото       |
| Бразилия       | Золото       |
| Канада         | 2× Платина   |
| Дания          | Платина      |
| Европа         | 2× Платина   |
| Франция        | Золото       |
| Германия       | Платина      |
| Греция         | Золото       |
| Венгрия        | Золото       |
| Новая Зеландия | 2× Платина   |
| Польша         | Платина      |
| Португалия     | Золото       |
| Россия         | 5× Платина   |
| Швейцария      | Золото       |
| Великобритания | 3× Платина   |
| США            | Платина      |